# Музей современного искусства (Джэксонвилл)
Музей современного искусства в Джэксонвилле (англ. Museum of Contemporary Art Jacksonville, также известен как MOCA Jacksonville) — музей в Джэксонвилле, Флорида, посвящённый современному искусству.
Финансируется и управляется Университетом Северной Флориды. Является одним из крупнейших учреждений современного искусства на юго-востоке США, представляющий работы и выставки художников США и других стран мира.

## История
Музей был основан в 1924 году как Общество изобразительных искусств Джэксонвилла (Jacksonville Fine Arts Society), ставшее первой организацией города, занимающейся изобразительным искусством. В 1948 году музей стал называться Художественный музей Джэксонвилла (Jacksonville Art Museum), и в 1978 году стал первым учреждением в Джексонвилле, аккредитованным Американским альянсом музеев.
В конце 1999 года музей приобрел своё постоянное место — историческое здание Western Union Telegraph Building на площади Хемминга, построенное компанией Auchter Company, и все еще назывался Художественный музей Джэксонвилла. В 2000 году была проведена серия предварительных выставок во временном выставочном пространстве, одновременно фасад здания был восстановлен в своем первоначальном стиле ар-деко. Интерьер был полностью отремонтирован и реконструирован для размещения музейных галерей, учебных помещений, зрительного зала, музейного магазина и кафе Nola. Полная реконструкция шестиэтажного здания площадью 5600 м² была завершена в 2003 году, кульминацией стало торжественное открытие музея в мае этого же года.

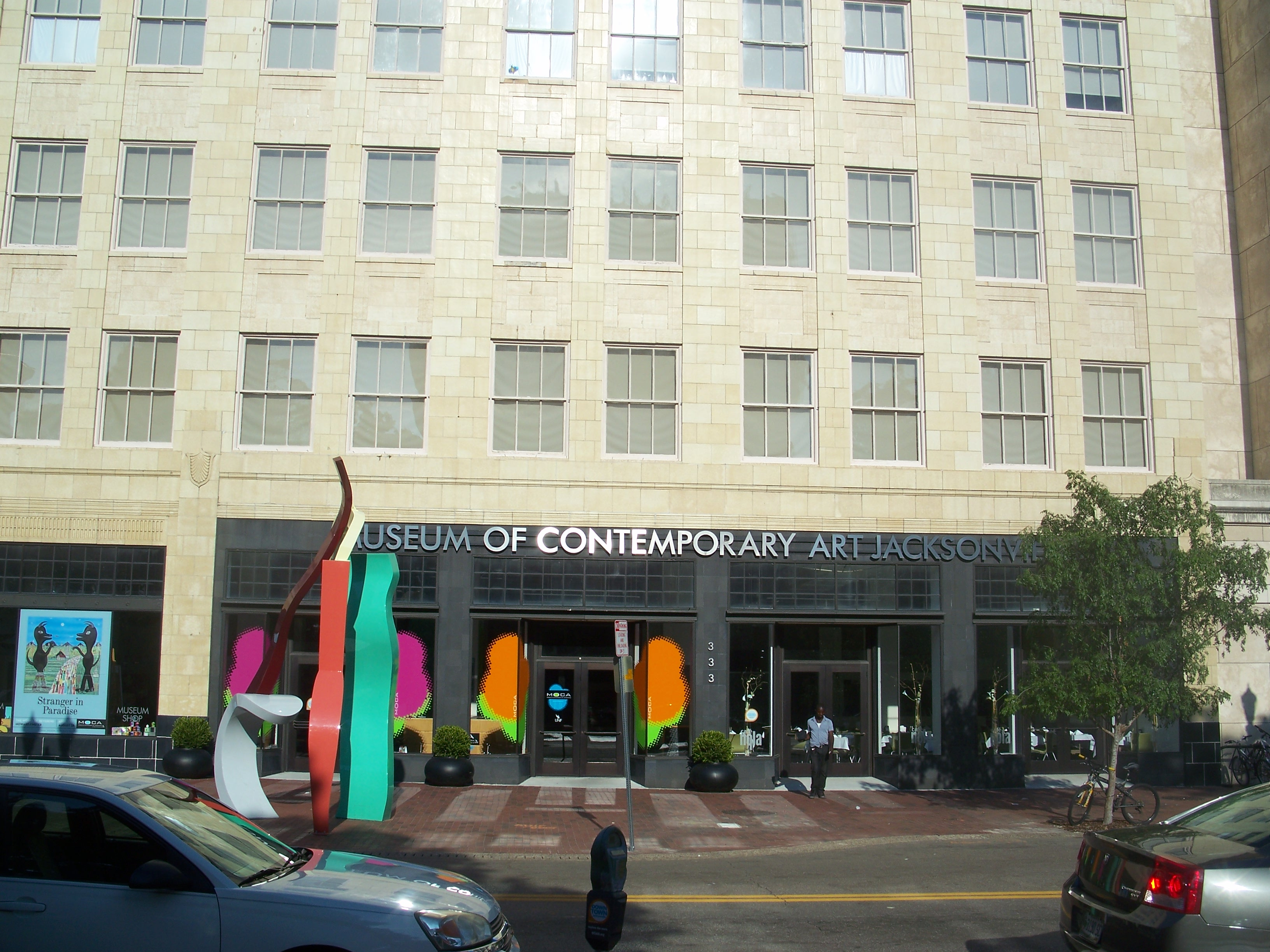
Главный вход в музей

После переезда в новое здание в центре города, музей быстро развивался по размеру своей постоянной коллекции. Многочисленные существенные дополнения в последующие годы увеличили не только ее количество, но и качество. После проведения ряда дискуссий и выставок, в городском сообществе обсуждалась тема современного искусства и дальнейшая миссия музея. В результате было решено изменить название музея на Музей современного искусства, что и было выполнено в ноябре 2006 года.
Музей продолжает оставаться важным художественным элементом в центре Джэксонвилла. Его выставки и программы привлекают новых посетителей в любые дни недели. Образовательное инициативы музея включает в себя мероприятия по повышению художественной грамотности среди детей, проведение открытых уроков рисования в выходные дни,  а также регулярных экскурсий, лекций, фильмов для детей и взрослых. Музей современного искусства в Джэксонвилле является привлекательным местом для знакомства с современным искусством, включая работы Ханса Хофмана, Джоан Митчелл, Джеймса Розенквиста, Эда Пашке и других современных мастеров. В 1972 году в музее прошла выставка Ричарда Анушкевича —  один из организаторов движения оп-арт.
Проводимые музеем выставки представляют работы многих современных художников, работающих в широком спектре — от живописи до медиа. На третьем этаже музея каждые четыре месяца проводятся выставки и мероприятия, стимулирующие и повышающий образовательный уровень населения.
В 2009 году Университет Северной Флориды взял музей под своё крыло, и он стал культурным ресурсом вуза.